# Rocche di transizione

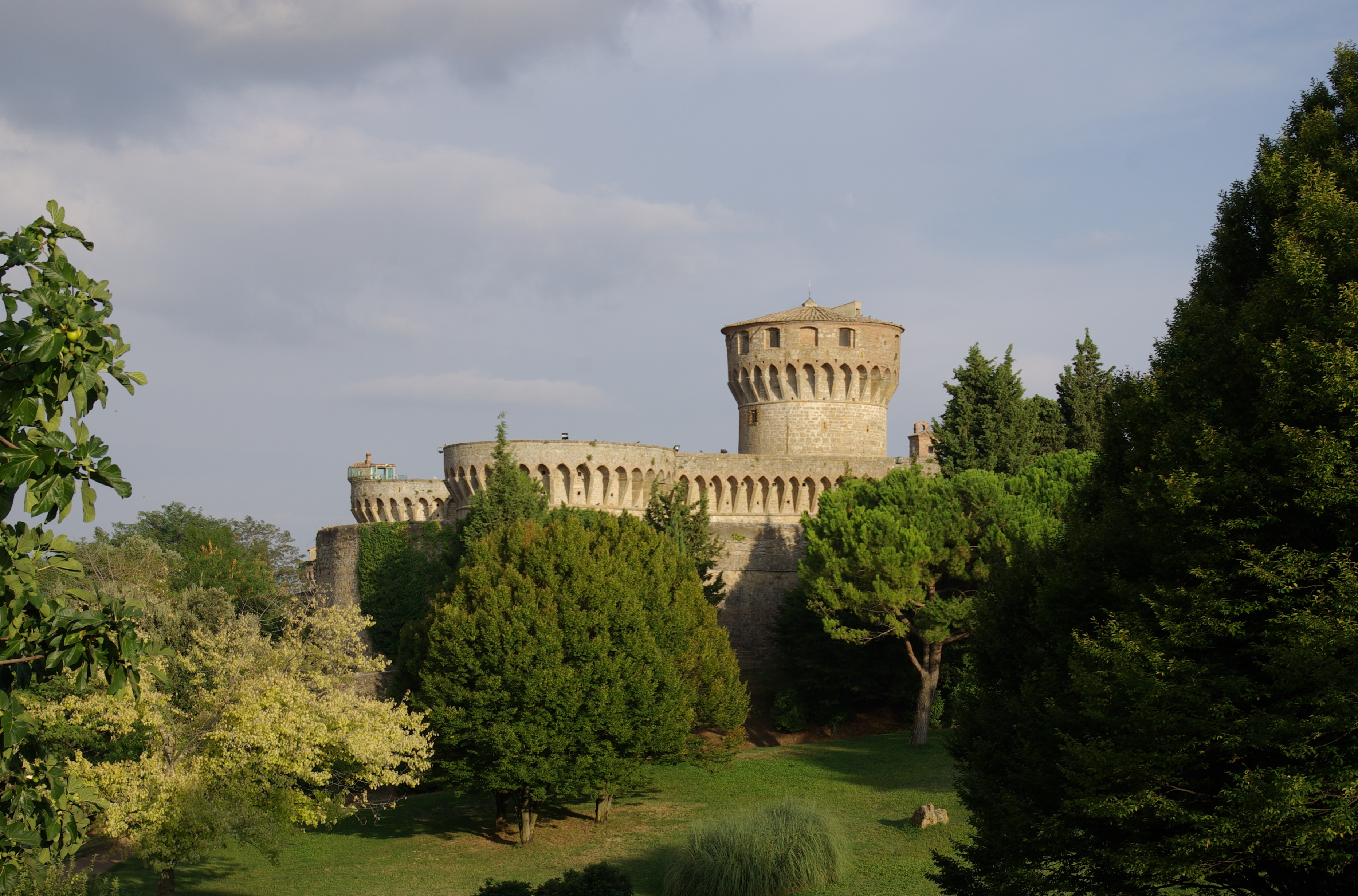
La fortezza di Volterra

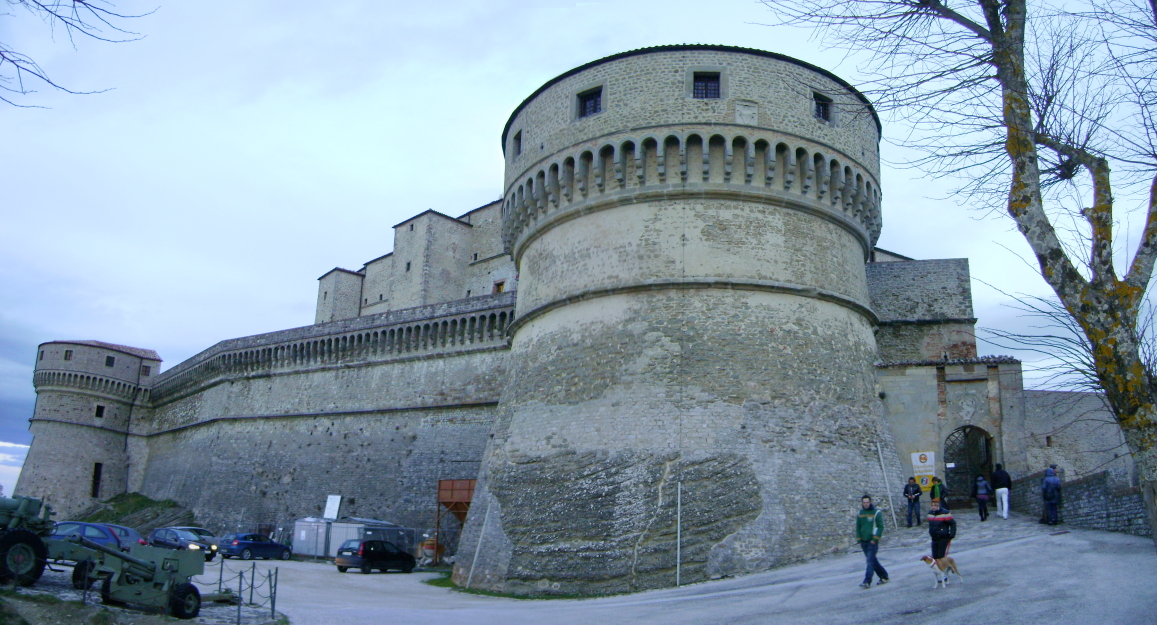
La rocca di San Leo

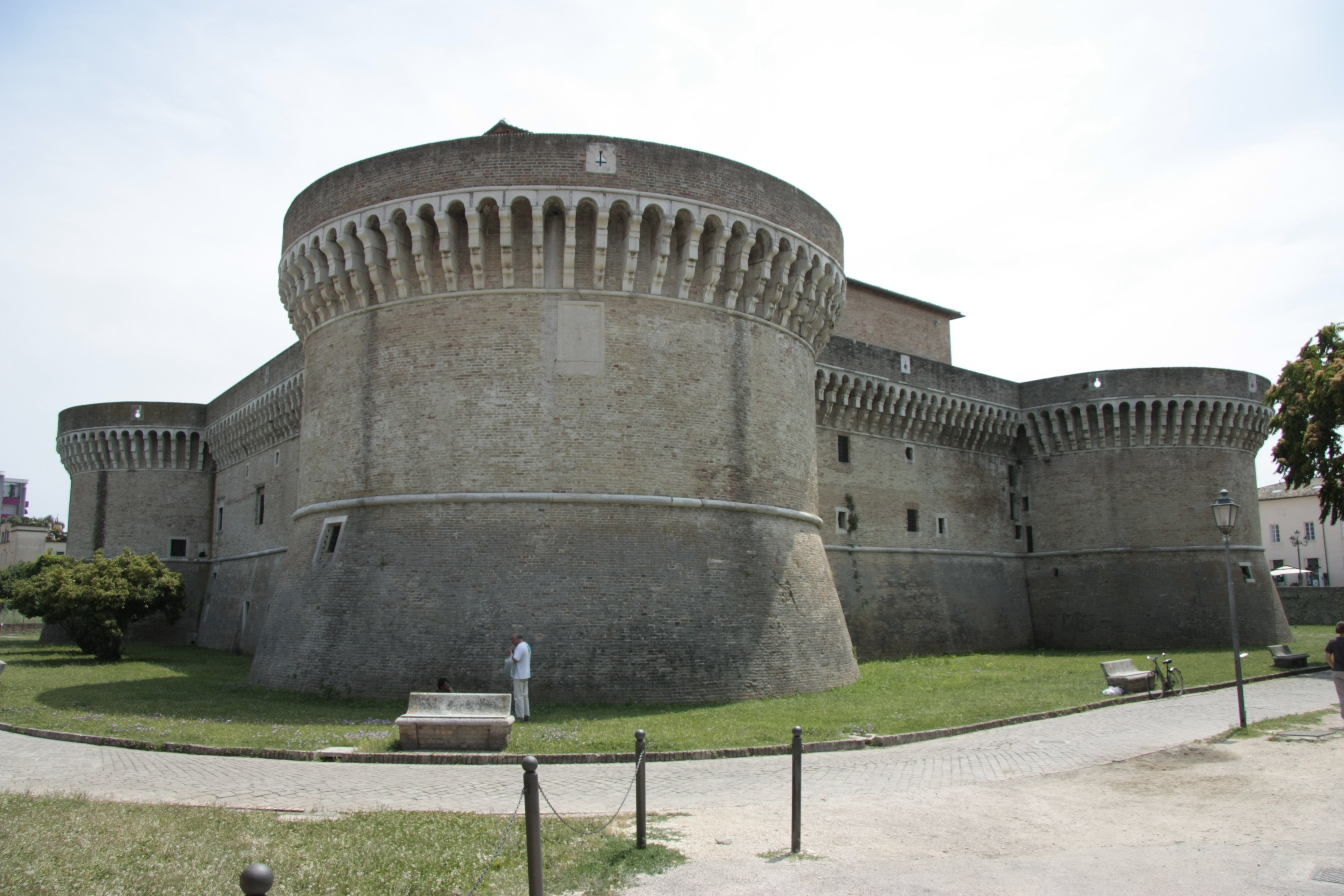
La rocca di Senigallia

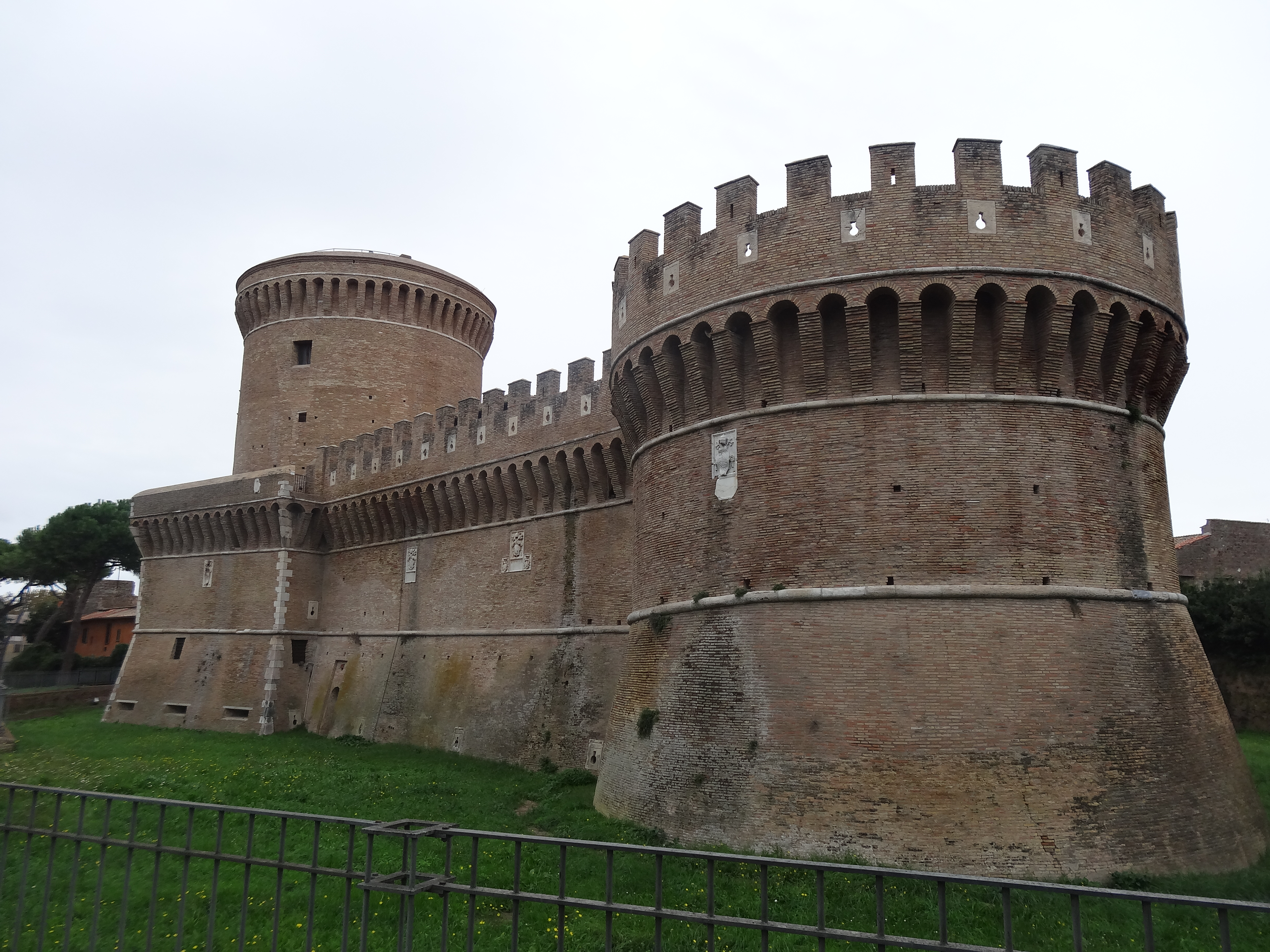
La rocca di Ostia

Le Rocche "di transizione" sono una nutrita serie di fortezze sorte in Italia nella seconda metà del XV secolo e all'inizio del XVI secolo, in un'epoca di profonda evoluzione nell'arte del costruire opere difensive che avrebbe portato alla cosiddetta "fortificazione all'italiana".

## Storia
Si trattò quindi di un'epoca di transizione tra le fortificazioni del primo Quattrocento, ancora tardo medioevali, in cui le armi da fuoco avevano appena cominciato ad imporsi e le fortificazioni del XVI secolo e successivi in cui l'artiglieria prese il sopravvento determinando l'evoluzione delle tecniche belliche e in particolare delle tecniche di fortificazione con muri bassi e a scarpa e torrioni circolari sporgenti per consentire il fuoco di fiancheggiamento a difesa delle cortine murarie. Si trattò di un passaggio intermedio  verso le cosiddette fortificazioni alla moderna, caratterizzate invece dal fronte bastionato con "puntoni" poligonali.
La seconda metà del XV secolo fu un'epoca di grande attività edilizia nel campo delle fortificazioni. Il progresso tecnologico dell'artiglieria, che aveva portato all'introduzione della palla metallica, aveva dimostrato l'insufficienza delle difese esistenti e gli stati regionali italiani (Venezia, Firenze, Milano, Roma, Napoli), così come i vari principati dell'Italia centro-settentrionale (Montefeltro, Malatesta, Gonzaga),  cominciarono a porsi il problema di fortificare verso attacchi esterni non solo le principali città ma anche i punti chiave del territorio nel suo insieme.
L'evoluzione dei sistemi difensivi prese il via soprattutto nell'Italia centrale dove sorsero le rocche più innovative (Romagna, Marche, Toscana, Lazio). Particolarmente importante fu il programma a cui dette avvio Lorenzo il Magnifico per rafforzare le difese dello stato fiorentino (Volterra, Sarzana, Sarzanello, San Gimignano, Colle Valdelsa, Poggio Imperiale a Poggibonsi), le opere volute da Federico da Montefeltro, le realizzazioni dei Borgia finalizzate a creare un dominio familiare nell'Italia centrale (Civita Castellana), e quelle opposte dei Della Rovere.
Non mancarono esempi di riadattamento di strutture medievali con abbassamento delle torri, ispessimento delle mura, rafforzamento con nuovi bastioni (Roccaviva Picena).
Una decisiva spinta a una ulteriore evoluzione delle fortificazioni e all'attività costruttiva fu data dalla discesa in Italia, nel 1494, di Carlo VIII il cui esercito possedeva in gran numero artiglierie particolarmente evolute che costrinsero a prendere atto dell'evoluzione tecnologica di tali armi.
L'Italia, a partire dall'elaborazione tecnica e teorica espressa in tale periodo di transizione, rimase all'avanguardia nella progettazione delle fortificazioni fino al XVII secolo.

## Caratteri

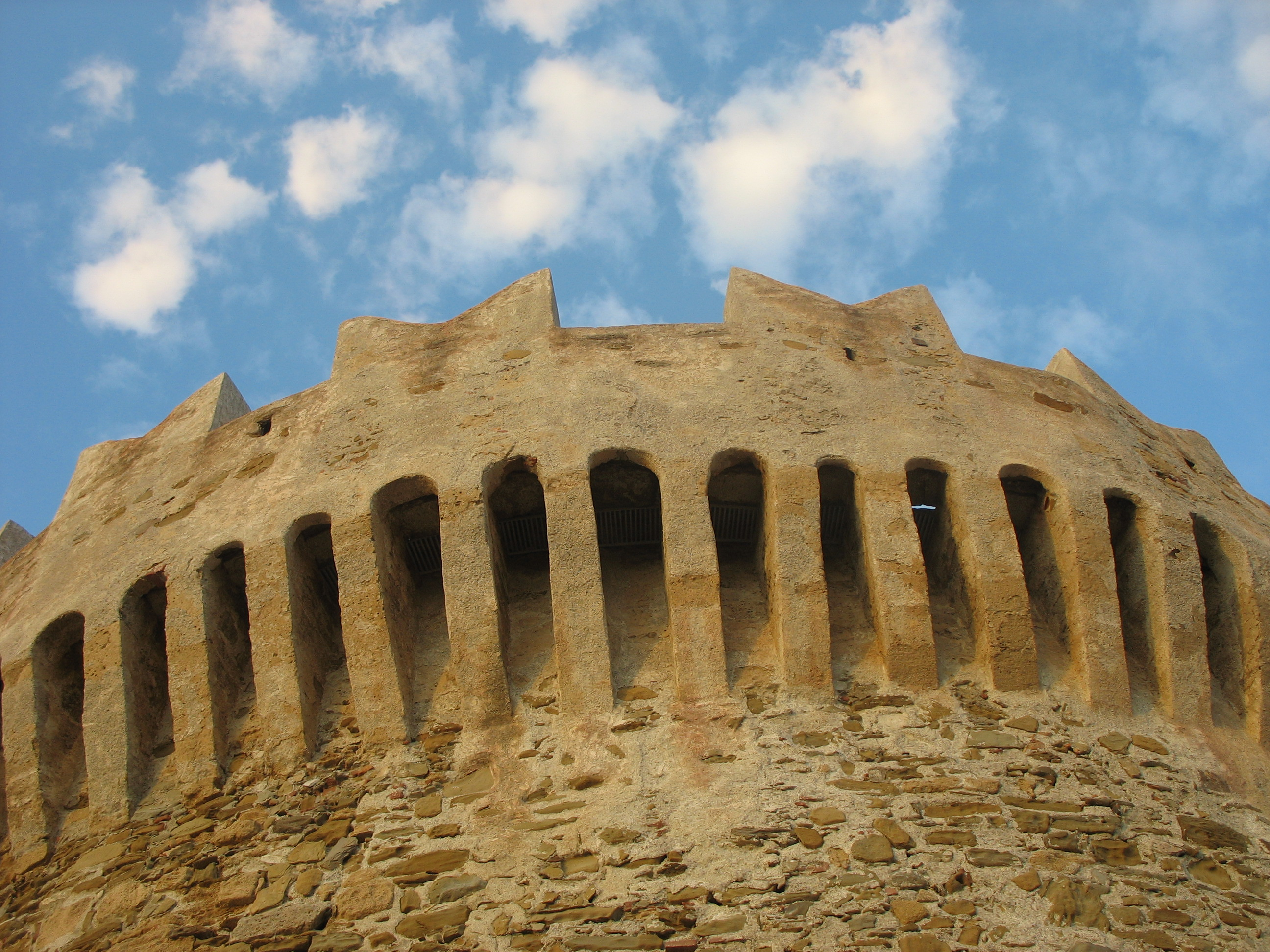
Merli e cammino di ronda in aggetto su bastione circolare

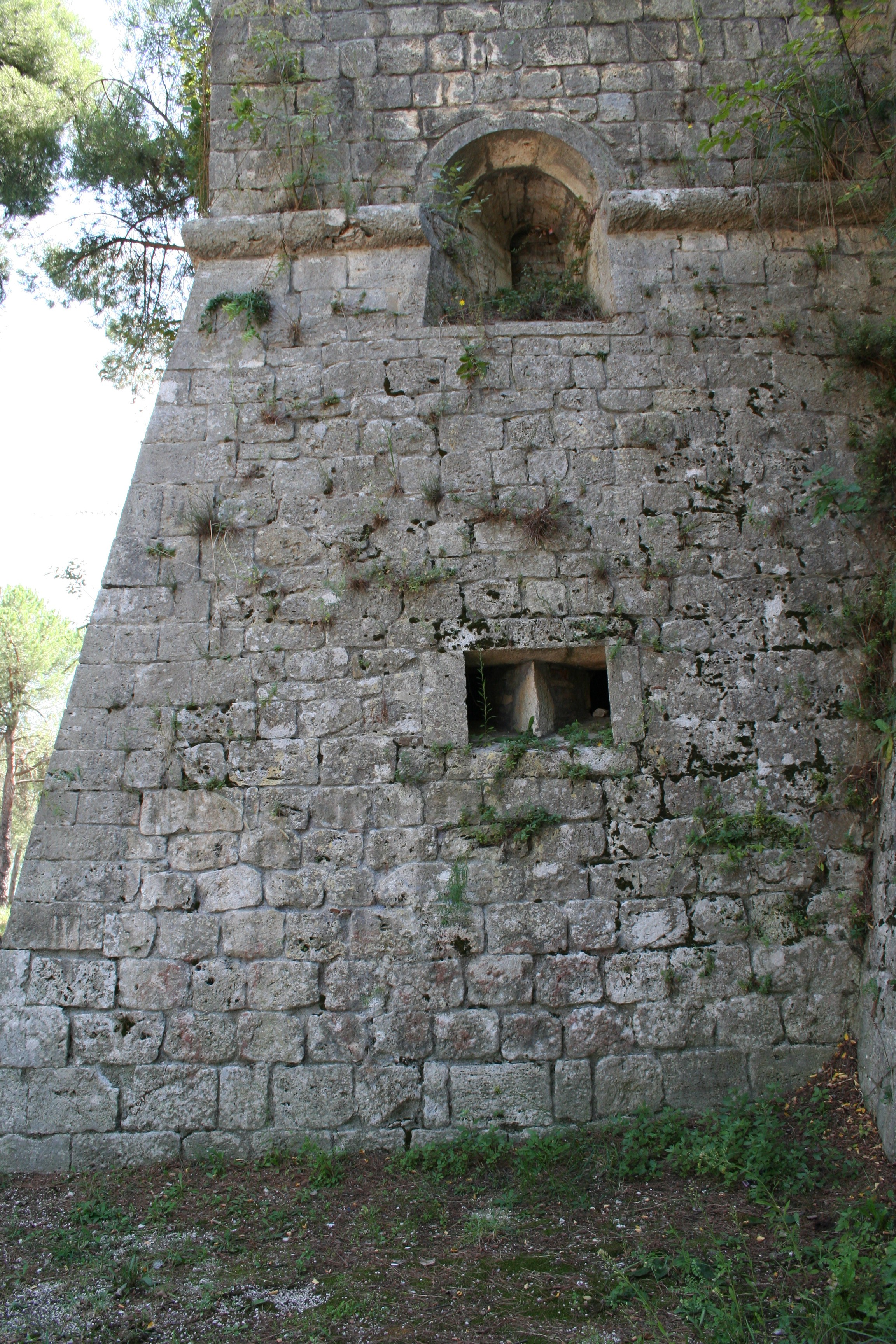
Mura a scarpa e cannoniere ("troniere") sovrapposte all'interno del bastione

Durante tale epoca di transizione si assiste a una profonda evoluzione nella morfologia generale e negli elementi costruttivi delle fortificazioni:
- La forma geometrica generale spesso si attiene a quella tradizionale quadrangolare, ma non mancano esempi che vanno verso quella triangolare o rombica (teorizzate e utilizzate da Francesco di Giorgio Martini) o comunque angolata a poligono irregolare.
- La sagoma complessiva della fortificazione si abbassa per offrire un minor bersaglio ai cannoni ed evitare il ribaltamento di elementi costruttivi eccessivamente snelli.
- I torrioni si abbassano al livello delle cortine per non offrire bersaglio alle artiglierie e permettere un cammino di ronda continuo, inoltre tendono ad  a sporgere rispetto alle cortine murarie, diventando così bastioni, per accogliere artiglierie in grado di praticare il tiro di copertura a protezione delle cortine murarie.
- Infatti le artiglierie, che devono assicurare una difesa attiva, tendono a spostarsi dagli spalti all'aperto verso postazioni protette (denominate a volte casematte o bombardiere, dal nome dei primi pezzi di artiglieria a retrocarica che sparavano sassi avvolti in stracci) e finiranno per concentrarsi nelle gola tra cortine e bastioni, in posizione coperta e tale da permettere il tiro incrociato (tiro di fiancheggiamento) sugli assalitori, radente sui tratti di mura rettilinei e poste su più livelli fino ad arrivare in basso a livello del fossato (tiro radente).
- I bastioni sono generalmente di forma circolare ("rondelle") per permettere di deviare le palle di cannone a causa dell'inclinazione del tiro. Tuttavia cominciano a comparire i bastioni poligonali ("puntoni").
- Le murature abbastanza spesso in mattoni per permettere una costruzione in tempi più rapidi anche con forme geometriche complesse e per la maggior capacità del laterizio di assorbire i colpi di artiglieria.
- Tendono a scomparire, ma molto lentamente, le merlature, i camminamenti di ronda in aggetto su mensole (beccatelli) e tutte le opere relative alla difesa piombante (bertesche, caditoie).
- Permane ancora, generalmente, una torre centrale, o comunque un mastio di forma varia che si sopraeleva rispetto alle mura.
- I muri diventano molto spessi presentano una scarpa esterna che tende ad alzarsi fino ad interessare sempre più l'altezza delle murature. Questo oltre a irrobustire la muratura rende più difficoltoso l'avvicinamento con scale.
- Il fossato tende ad allargarsi per  evitare il rischio che possa essere colmato.
- Le difese non si limitano solo alle mura, ai bastioni e al fossato ma prevedono anche opere esterne, del tutto staccate dal corpo principale, come i rivellini, generalmente poste a protezione delle porte.
- Gli accessi alla fortificazione sono sempre più piccoli e posti in posizione defilata.

In definitiva sono quasi tutte caratteristiche che troveranno la loro evoluzione nel XVI secolo con i bastioni poligonali e la forma stellata delle fortificazioni.

## I progettisti

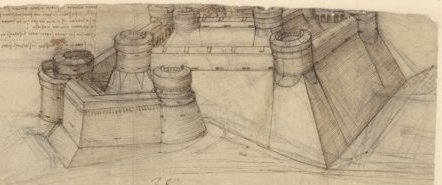
Disegno di fortezza, Leonardo da Vinci

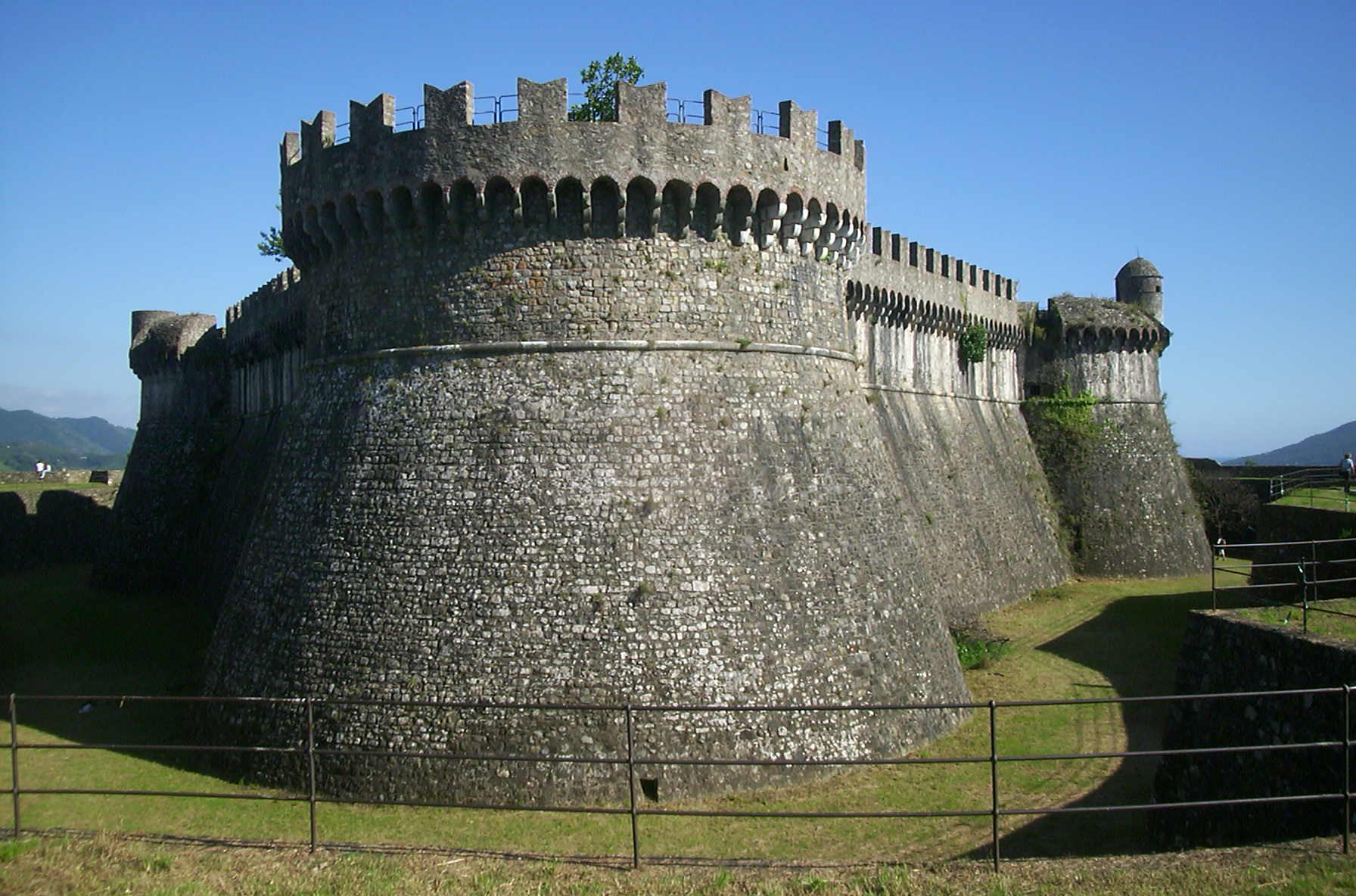
La fortezza di Sarzanello

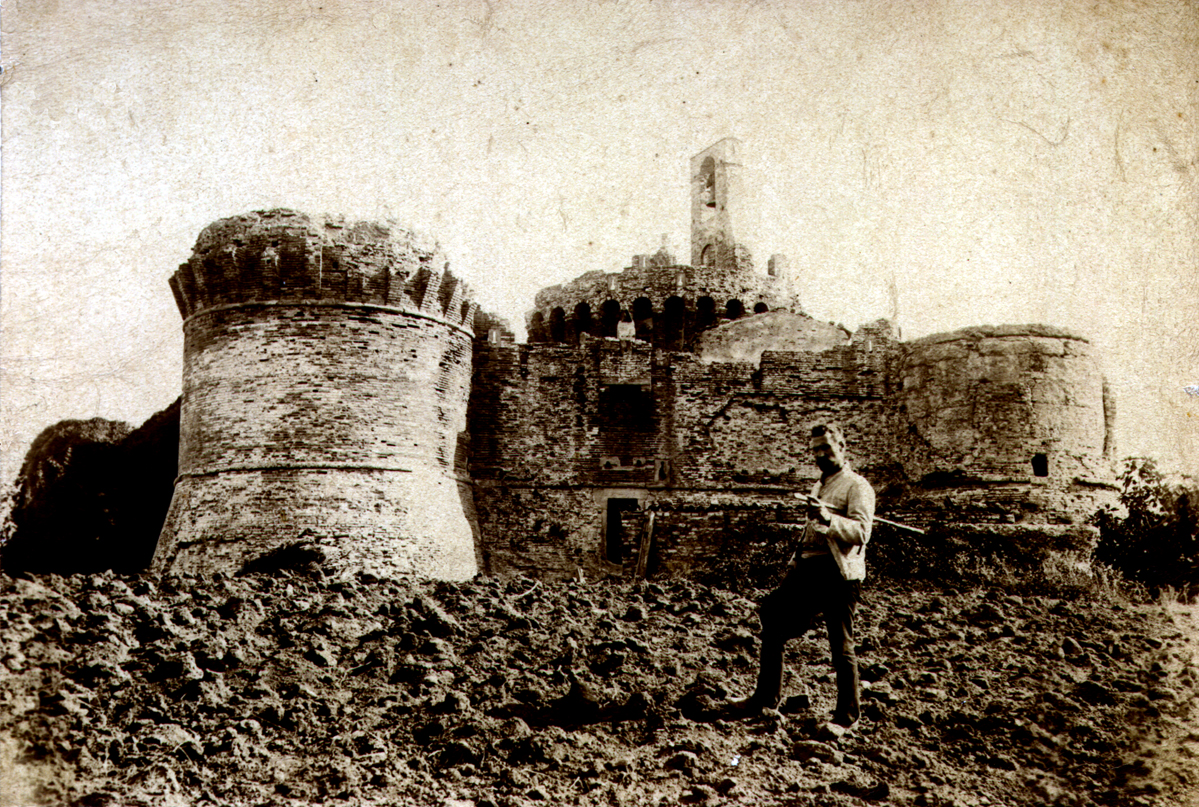
La rocca di Montepoggiolo

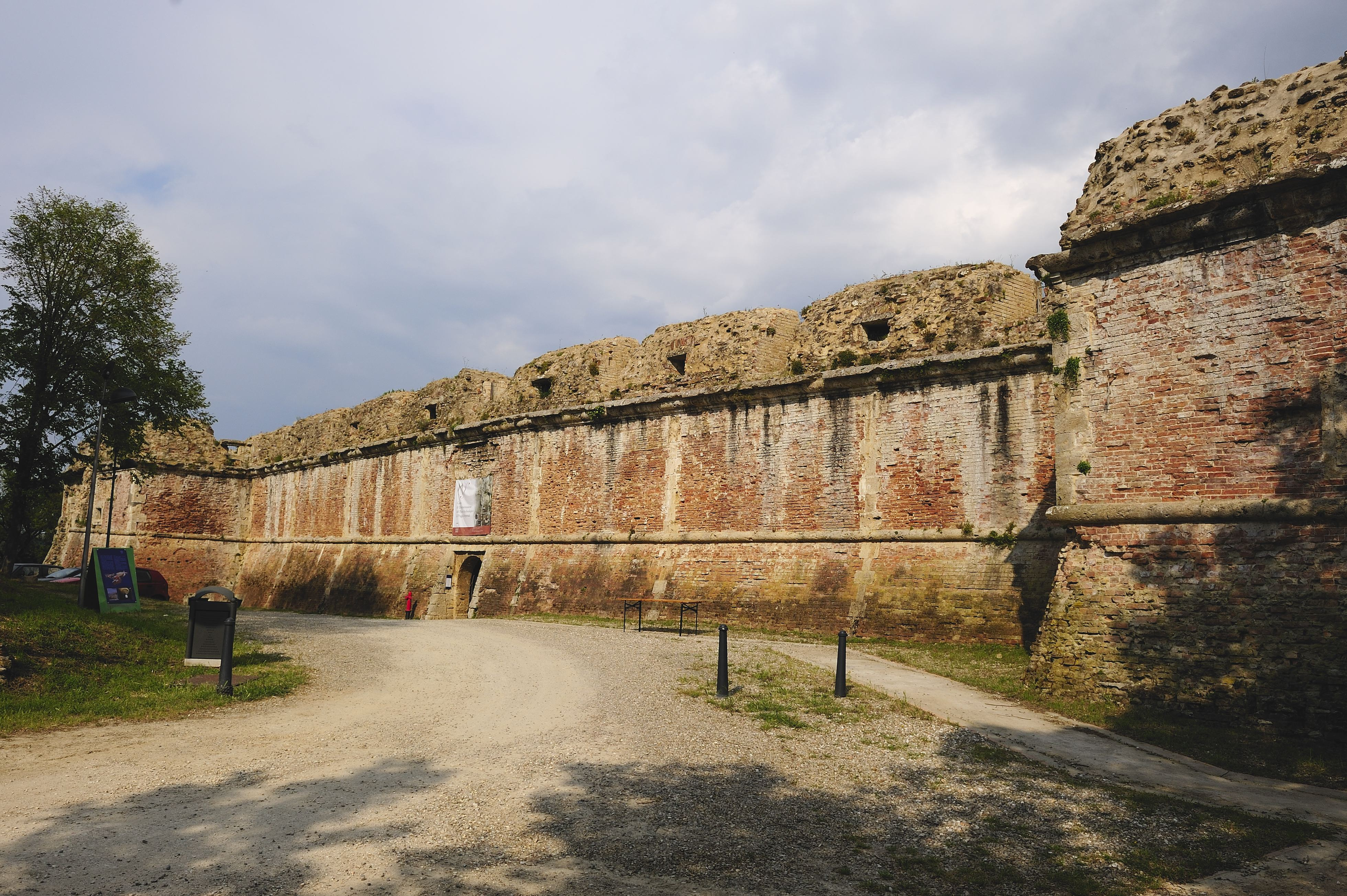
La fortezza di Poggio Imperiale

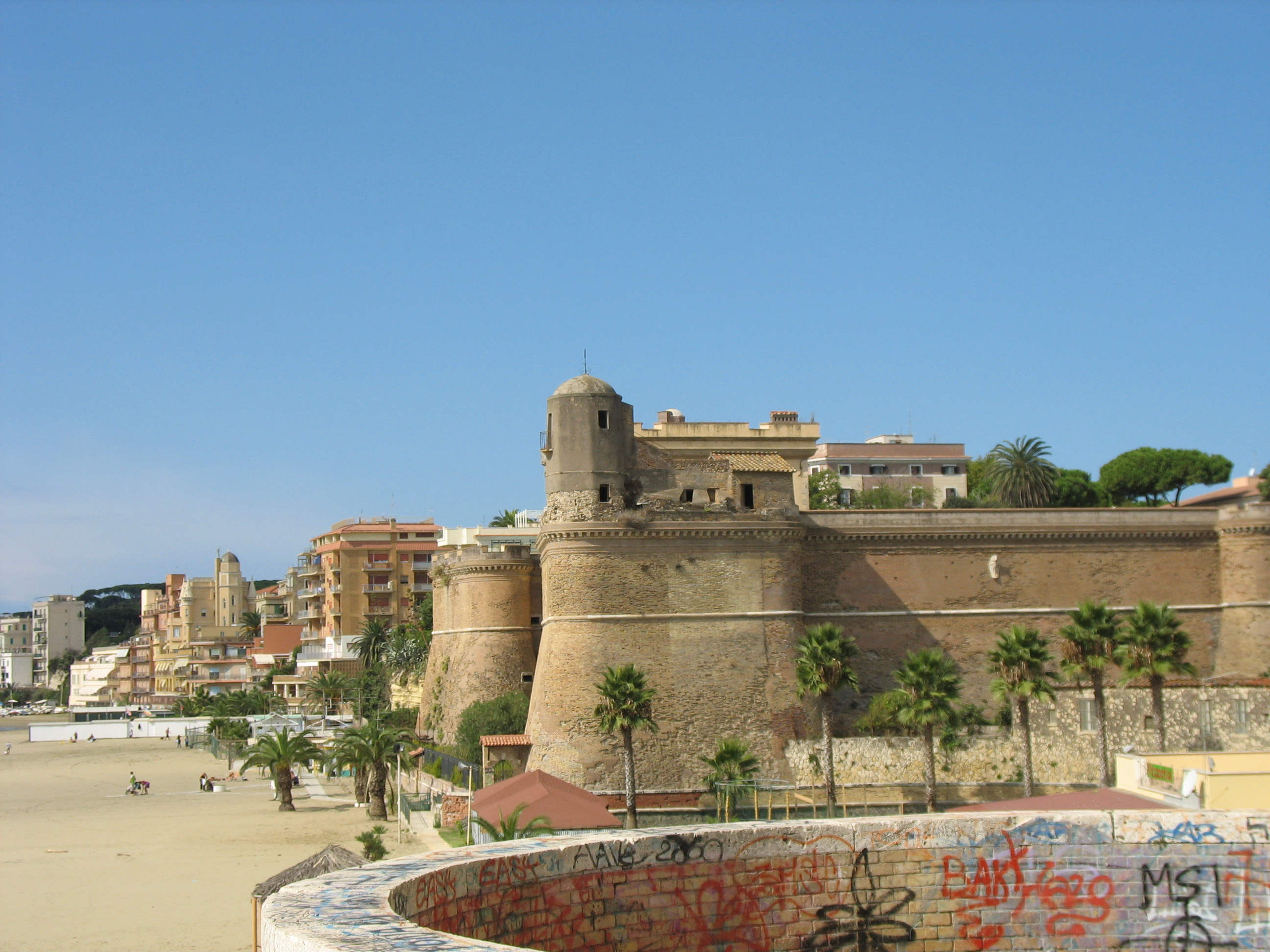
Il forte di Nettuno

I protagonisti di quest'epoca sono tanti a cominciare da Francesco Laurana, Francione e Baccio Pontelli.
Francesco di Giorgio Martini, oltre a realizzare e modificare un gran numero di fortificazioni, utilizzando forme fortemente sperimentali che si distinguono per la costante ricerca dell'adattamento della forma della fortificazione alla morfologia dei luoghi, fu anche il teorico che dette nel suo trattato elaborazioni, indicazioni dettagliate, idee e modelli, ripresi poi da altri progettisti. I principi contenuti nella sua opera teorica, possono considerarsi l'espressione dei caratteri specifici di quest'epoca di ricerca e transizione e possono essere così riassunti: mura basse e con scarpa, fossati profondi, perimetri angolati per permettere i tiri radenti, torrioni avanzati, postazioni di tiro basse a difesa della base delle mura.
I fratelli Antonio da Sangallo e Giuliano da Sangallo rappresentano invece il momento di successiva evoluzione con la definitiva messa a punto del sistema bastionato, cioè della raggiunta capacità della fortezza di permettere il tiro incrociato radente a protezione delle mura, anche grazie alla geometria del bastione poligonale o anche ad orecchioni, ad angoli smussati e attacco sulle murature rientrante ("gola"), che non lasciava punti morti come invece il bastione circolare.
Da notare che in tale periodo di transizione i progettisti di fortificazione sono spesso i migliori architetti del periodo e solo in un secondo tempo si formeranno tecnici specializzati (ingegneri militari) provenienti dai carpentieri delle opere obsidionali ovvero dagli esperti di artiglieria. 
Del resto, oltre a quelli già citati, anche fra' Giovanni Giocondo, Albrecht Dürer, Michele Sammicheli, Leonardo da Vinci, Michelangelo e Baldassarre Peruzzi si interessarono in vario modo di fortificazioni.

## Esempi
Le tipologie costruttive dell'epoca sono:
- le rocche costruite in area extraurbana, spesso in posizione dominante o impervia e quasi sempre prive della funzione residenziale che caratterizzava i castelli;
- le fortezze costruite in relazione a un centro abitato e spesso integrate nella mura cittadine che a volte furono contemporaneamente interessate da interventi di rinnovo o rifacimento secondo le caratteristiche delle fortezze.

Tuttavia, nell'attuale denominazione delle singole architetture, tali distinzioni non sono quasi mai chiare.
Le principali realizzazioni in ordine cronologico esemplificano la continua ricerca dei progettisti:
- Rocca di Volterra (1472-1474) di Francione: forma quadrangolare con bastioni circolari ai vertici e mastio circolare al centro, ancora molto alti.
- Forte di San Leo (intorno al 1475) di Francesco Martini: forma complessa, torrioni circolari, mura a scarpa.
- Rocca di Senigallia (intorno al 1480) di Baccio Pontelli: forma quadrangolare e torrioni circolari.
- Rocca di Ostia (intorno al 1486) attribuita a Baccio Pontelli: forma triangolare con muri in mattoni; bastioni circolari ma uno poligonale, con cannoniere basse.
- Rocca di Montepoggiolo (1482-1490) di Giuliano da Maiano: pianta a losanga e bastioni circolari, presenza di muro a scarpa e camminamento di ronda su beccatelli a mensole.
- Fortezza di Sarzanello (1490-1502) di Francione: pianta triangolare con bastioni circolari sui vertici, grande rivellino posto a difesa dell'ingresso, scarpa molto alta, postazioni di tiro coperte.
- Fortezza di Poggio Imperiale (1489-1510) dei fratelli Sangallo: vasto perimetro irregolare in mattoni con all'interno una fortezza con bastioni poligonali e rivellino. Fu la prima realizzazione senza gli elementi in aggetto destinati alla difesa piombante. Non entrò mai in funzione.
- Rocca di Civita Castellana (1499-1503) di Antonio da Sangallo: forma pentagonale irregolare, con ai vertici bastioni poligonali rientranti e con la punta arrotondata, assenza di beccatelli in aggetto per la difesa piombante.
- Forte di Nettuno (1501-1504) dei fratelli Sangallo[4]: forma quadrangolare, con ai vertici bastioni con angoli smussati detti "orecchioni", mura molto spesse senza merlature e un'alta scarpa, postazioni di artiglieria coperte (troniere), nascoste nell'intersezione (gola) tra cortine e bastioni, assicurando la completa copertura del tiro radente a protezione delle mura,[5] secondo un modello innovativo dovuto proprio ai Sangallo,[1] e qui adottato per la prima volta in uno straordinario prototipo.